# 灵蛇爱 (2001年电影)
《灵蛇爱》（英語：Snake Lady）2001年3月9日泰国上映的爱情片。

## 剧情
马嘉娜是居住于泰国苏哈堡风景区的一个女子，一次她带领一群游客到自己家乡旅游时，一名男子查那顿在观赏一种叫偷窥花的植物时，马嘉娜告诉了他植物的名字，而查那顿对马嘉娜一见钟情。马嘉娜的家庭是一个大家庭，他父亲有数任妻子，马嘉娜的妈妈叫“古珊”，5岁时，她和母亲来到了父亲的家庭，但是她们娘女一直受到家中其他太太的欺负。她们家有一条眼镜蛇，具有灵性，从来不许马嘉娜和男人亲近，否则对男人发起攻击，查那顿的行为也被眼镜蛇察觉到，并且惹祸了眼镜蛇。当游客们随着马嘉娜参观景区时，她父亲阻挡在前面告诉他们森林里有眼镜蛇，游客们吓坏了，纷纷不去了，只有查那顿跟随去了。当晚，马嘉娜教训了眼镜蛇，然后习惯性地去河里沐浴。
回到家中的查那顿对马嘉娜一直念念不忘，食欲下降。
镇上的美男子苏普以前和马嘉娜是情侣关系，一天，苏普跑过来找马嘉娜，他在马嘉娜的卧室里把马嘉娜压倒在床上，试图对马嘉娜亲密接触，却被保护马嘉娜的眼镜蛇咬伤。
一日，查那顿约马嘉娜出来，两人在酒吧叙旧，说起自己对马嘉娜的爱意，同时也告诉她自己已经结婚了。不久之后，查那顿就应约再次到苏哈堡游玩，两人一起泛舟游河，放河灯，玩得甚欢，一段日子里，两人相恋了。不过一次两人在偷窥花树下亲热时，查那顿被眼镜蛇咬伤。随后查那顿的妻子也发觉了丈夫和马嘉娜的事情，大为光火。两人于是分开了一段时间。
马嘉娜和查那顿分手之后，一直郁郁寡欢。一个晚上，苏普趁马嘉娜在夜店喝闷酒醉后，带她到住处对其亲热，但是醉醺醺的马嘉娜说“当心蛇”，使得苏普恼火地离开了，随后带着枪支去寻找那条眼镜蛇，但是却被眼镜蛇咬伤而死。不久之后，马嘉娜去了欧洲。
查那顿因为对马嘉娜的念念不忘再次回到苏哈堡，和马嘉娜的父亲在游河时被眼镜蛇咬伤坠入河中而死，在欧洲听到消息的马嘉娜伤痛欲绝，回到家中将眼镜蛇摔死在地板上，随后自己带着眼镜蛇沉河而死。

## 票房
该片为泰国票房冠军作品，东京电影节参赛作品。